# Institut national de statistique et de géographie

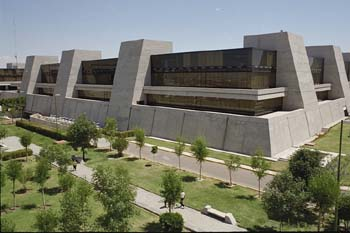
Siège de l'INEGI à Aguascalientes.

L'Institut national de statistique et de géographie,,, (espagnol : Instituto Nacional de Estadística y Geografía, parfois traduit avec « statistiques » au pluriel,,,), abrégé INEGI, est un organisme public mexicain autonome, créé le 25 janvier 1983 pour coordonner les différents travaux statistiques des organismes publics.

## Fonction
L'INEGI réalise tous les dix ans des recensements de la population et publie mensuellement des statistiques économiques.